# Theodor Kruse

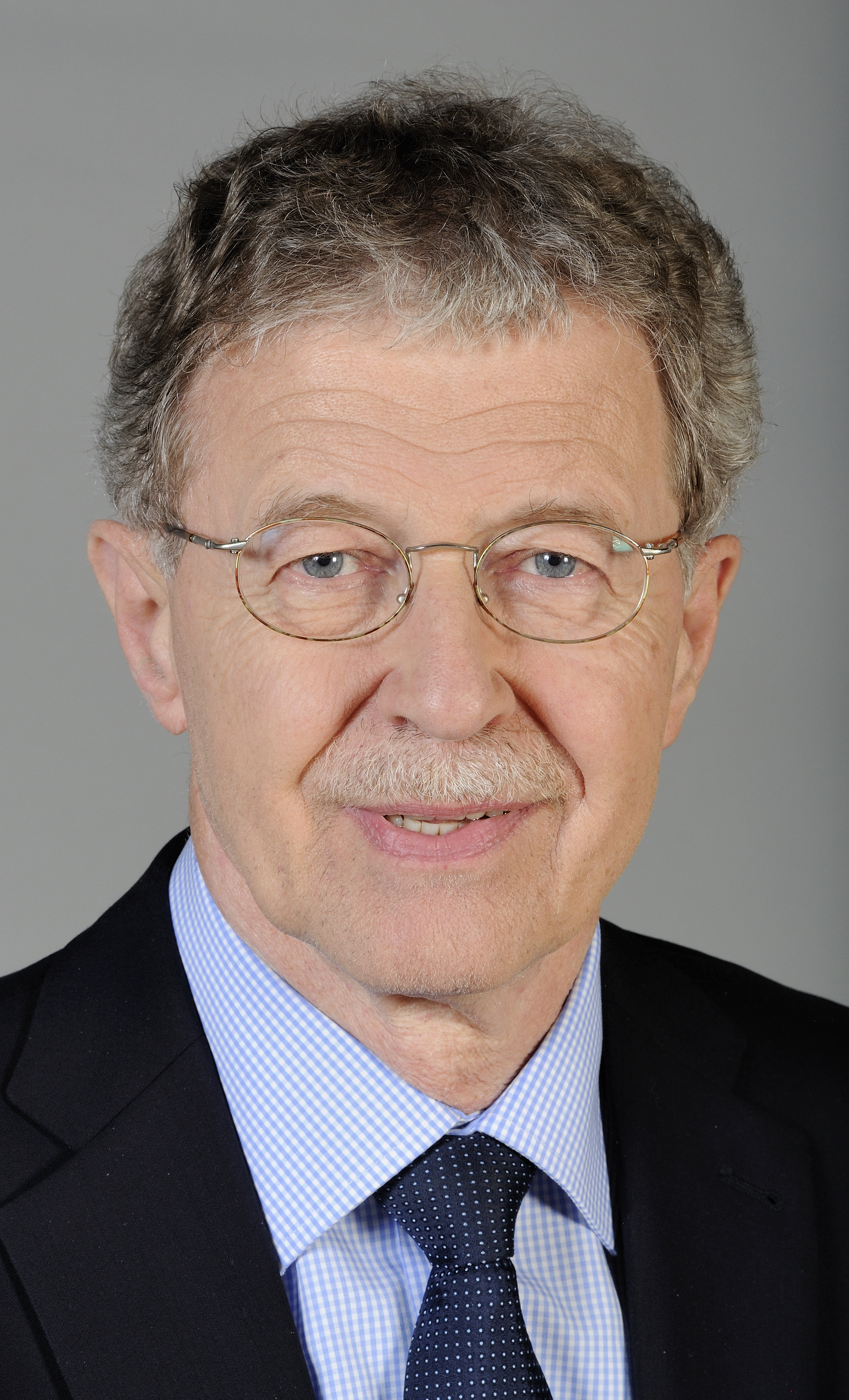
Theodor Kruse (2013).

Theodor Kruse (* 24. Mai 1948 in Grevenbrück) ist ein deutscher CDU-Politiker. Er saß ab dem 1. Juni 1995 bis zum 30. Mai 2017 für den Wahlkreis 128 (Olpe) als direkt gewähltes Mitglied im Landtag von Nordrhein-Westfalen.

## Leben
Kruse ist gelernter Industriekaufmann. Die von ihm von 1969 bis 1972 besuchte Fachhochschule Siegen verließ er als Betriebswirt (grad.). Nach dem Studium der Wirtschaftswissenschaften und Politikwissenschaften an der Universität Köln von 1972 bis 1976 legte er das erste (1976) und das zweite Staatsexamen (1978) für das Lehramt an berufsbildenden Schulen ab. Seit März 1978 ist er Lehrer an den beruflichen Schulen des Kreises Olpe.
Kruse ist verheiratet und hat zwei Kinder.

## Partei
Seit 1971 ist Kruse Mitglied der CDU. Von 1973 bis 1977 war er Vorsitzender der Jungen Union im Kreis Olpe, 1989 bis 1995 Vorsitzender des CDU-Stadtverbandes Olpe. Von 1995 bis 2015 war Kruse Kreisvorsitzender der CDU des Kreises Olpe und im Anschluss zu deren Ehrenvorsitzendem ernannt. Von 1984 bis 1999 war er Mitglied der Stadtverordnetenversammlung der Stadt Olpe. Im Jahr 2015 eröffnete Kruse den politischen Aschermittwoch der NRW-CDU mit einer Rede.

## Landtag
Dem Landtag gehörte Kruse 22 Jahre lang bis 2017 als direkt gewählter Abgeordneter des Wahlkreises Olpe an. Er war Sprecher der CDU-Fraktion im Ausschuss für Innere Verwaltung. Ferner war er ordentliches Mitglied im Innenausschuss, im Kontrollgremium gem. § 23 des Verfassungsschutzgesetzes NRW, im Ausschuss für Kommunalpolitik und Verwaltungsstrukturreform und stellvertretendes Mitglied im Rechtsausschuss. Seit Oktober 1999 war er als innenpolitischer Sprecher der CDU-Landtagsfraktion auch Mitglied des Fraktionsvorstandes.